# Lẩu Thái

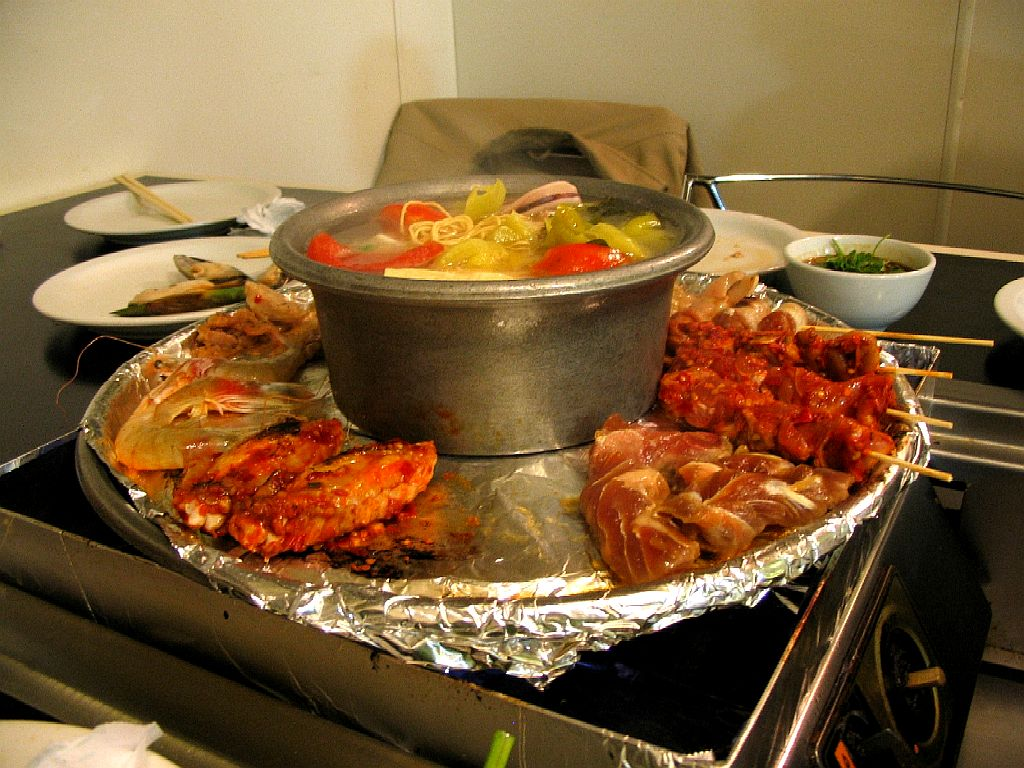
Một nồi lẩu Thái

Lẩu Thái hay được gọi đơn giản là lẩu (tiếng Thái: สุกี้ยากี้ hay สุกี้, phát âm: suki) ở Thái Lan, là một biến thể của món lẩu ở Thái Lan và cũng là một trong những đặc sản và là món ăn truyền thống của xứ này. Lẩu Thái về cơ bản là một món ăn nóng, thực khách nhúng thịt, hải sản, mì và rau (hợp vị là rau rút) vào nồi nước dùng nấu ăn tại bàn và nhúng nó một hỗn hợp trước khi ăn. Hương vị chủ đạo của lẩu Thái là chua và cay. Đây là hương vị rất đặc trưng của lẩu Thái ít bị lẫn với bất kỳ món lẩu nào khác bởi hương thơm của riềng, sả cùng lá chanh Thái, nhất là độ cay nồng của ớt.

## Tổng quan
Lẩu Thái là một trong những món ăn nổi tiếng nhất của Thái Lan. Hương vị của lẩu Thái không chỉ nổi tiếng ở Thái Lan mà cũng đã thịnh hành ở rất nhiều quốc gia trên thế giới. Món ăn này có điểm chung với món lẩu Nhật Bản (sukiyaki), shabu shabu và món lẩu Trung Quốc. 
Món lẩu Thái là biến thể nâng cấp từ món súp chua cay tom yum có tham khảo lẩu Trung Quốc trong nhà hàng phục vụ khách hàng và cộng đồng người Hoa tại Thái Lan, sau đó dần phát triển ra thế giới.

## Nguyên liệu
Nguyên liệu chính của lẩu Thái là hải sản, cùng với các gia vị của món lẩu, hương vị lẩu Thái còn đặc trưng bởi hương rất nồng của gừng, vị nồng của lá chanh Thái và không thể thiếu vị cay của ớt. Nước lẩu Thái là sự kết hợp của nhiều hương vị, vị chua đặc trưng của lẩu, vị ngọt thanh từ nước hầm, một chút cay của gừng, ớt, vị nồng của tiêu, vị ngọt thơm và chua chua của nước lẩu ăn kèm bún, rau muống và bắp chuối tạo nên một bữa ăn ngon miệng. Lẩu Thái được chế biến công phu, trình bày đẹp mắt trong những dụng cụ mang đậm phong cách của người Thái.
Các nguyên liệu thường thấy trong món lẩu Thái gồm có thịt bò, thịt heo, rau muống, cần tàu, cải thảo, cà rốt, nấm tuyết, nấm mèo, bắp non… và tôm, mực ngoài ra còn có thể có cải bó xôi, rau cần tây, nấm đông cô, đậu hũ hoặc cá điêu hồng, chả cá, thịt gà, sò điệp, mực nhồi thịt, bánh xếp nhân tôm, tim và cật heo. Ngoài ra, muốn ăn lẩu cay bao nhiêu, khách có thể tự bỏ thêm tương ớt vào chén bấy nhiêu. Muốn ăn món gì, có thể thêm món nấy để cho vào lẩu.